# Convención Nacional Demócrata de 1988
La Convención Nacional Demócrata de 1988 se llevó a cabo en The Omni en Atlanta, Georgia, del 18 al 21 de julio de 1988, para seleccionar el candidato para las elecciones presidenciales de 1988. En la convención, el gobernador Michael Dukakis de Massachusetts fue nominado para presidente y el senador Lloyd Bentsen de Texas para vicepresidente. El presidente de la convención fue el presidente de la Cámara de Representantes de los Estados Unidos, Jim Wright.

## Oradores
Los oradores de la convención incluyeron a la tesorera del estado de Texas, Ann Richards, quien pronunció un discurso de apertura que la puso en el centro de atención del público e incluyó la frase de que George H. W. Bush "nació con un pie de plata en la boca". Este discurso se incluyó en el puesto n.° 38 en los 100 mejores discursos del siglo XX de American Rhetoric. El gobernador de Arkansas, Bill Clinton, pronunció un discurso de nominación muy largo y ampliamente abucheado en la noche de apertura que algunos predijeron que arruinaría su carrera política, los comentarios del senador de Massachusetts Ted Kennedy contenían la iteración "¿Dónde estaba George?", y el comisionado de Agricultura de Texas Jim Hightower llamó a Bush "un dolor de muelas de hombre".
En uno de los debates presidenciales posteriores, cuando se le preguntó sobre la supuesta "negatividad" general de la campaña, Bush citó los ataques ad hominem contra él en la Convención como la causa principal.

### Oradores notables

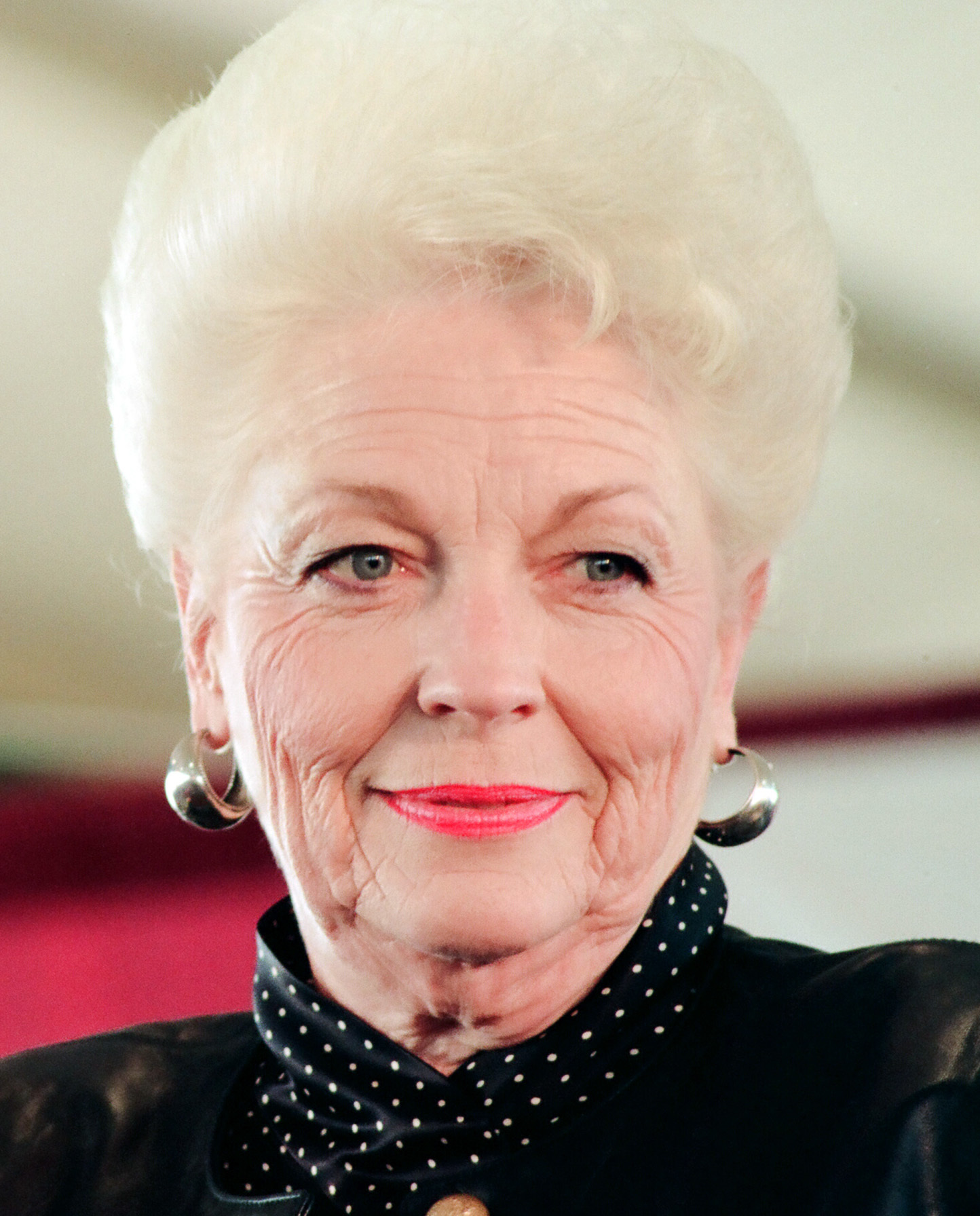
Oradora principal Gobernadora de Texas Ann Richards de Texas
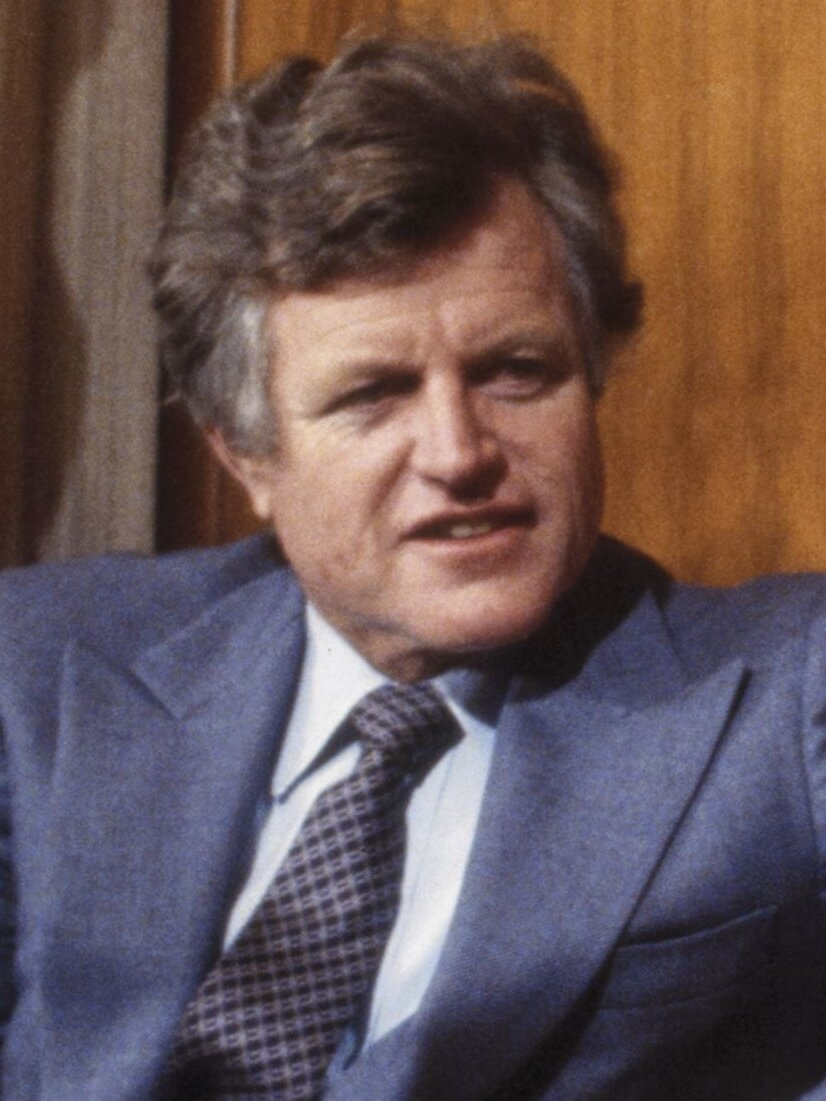
Senador Ted Kennedy de Massachusetts
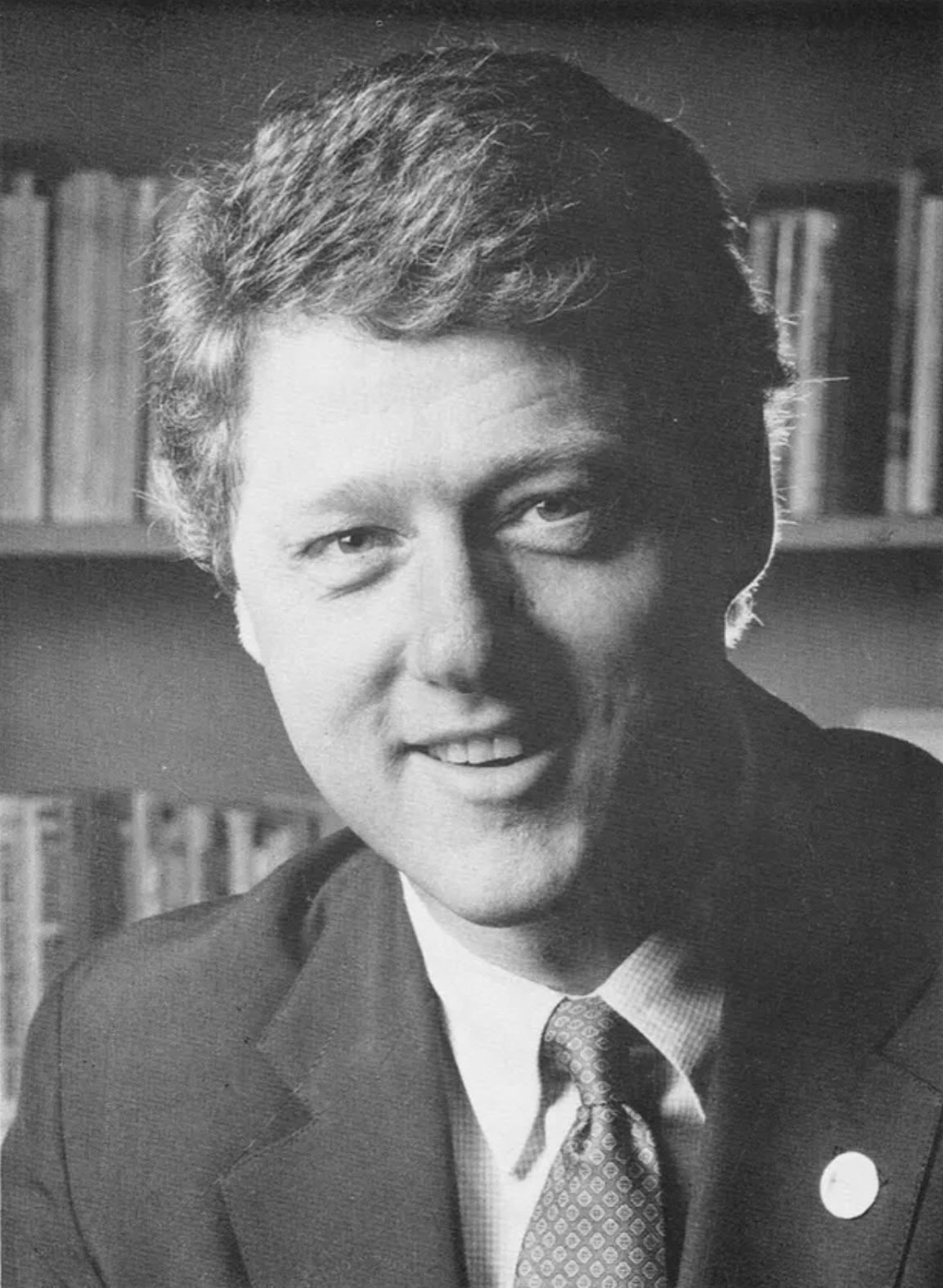
Gobernador Bill Clinton de Arkansas
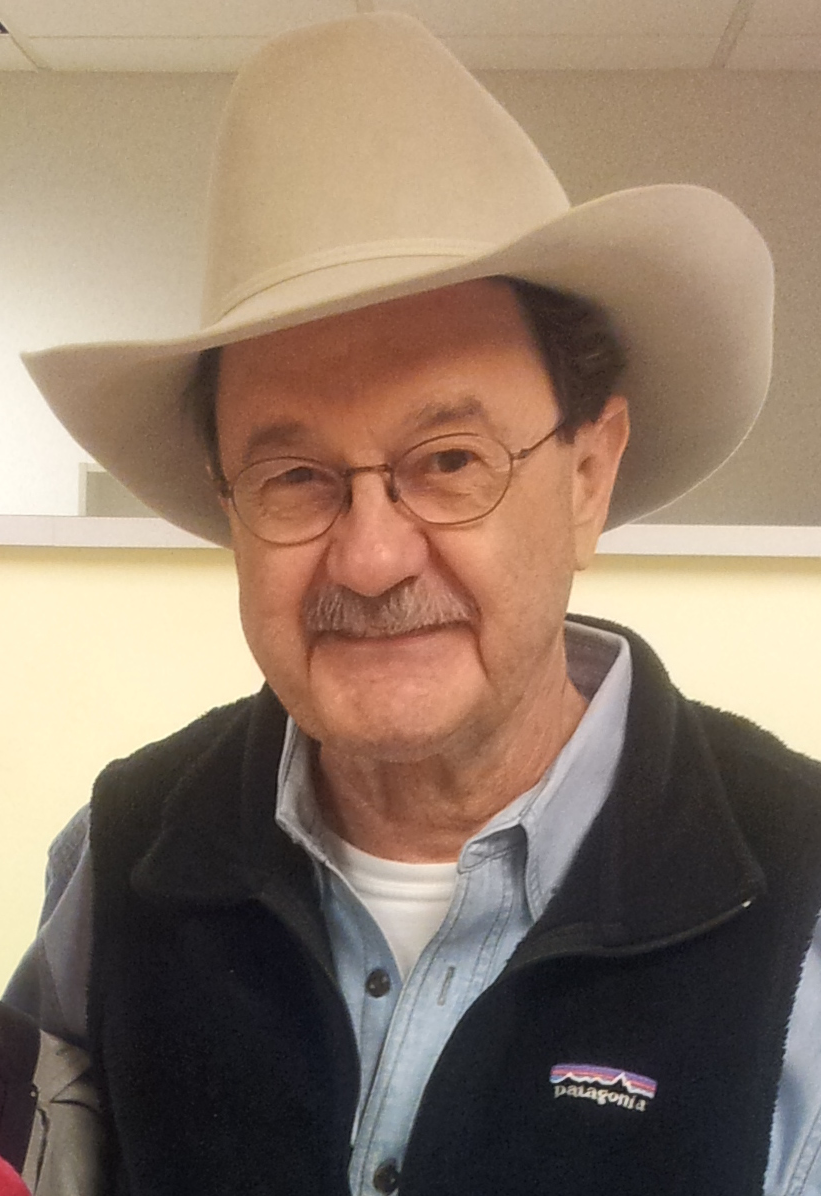
Comisionado de Agricultura de Texas Jim Hightower de Texas
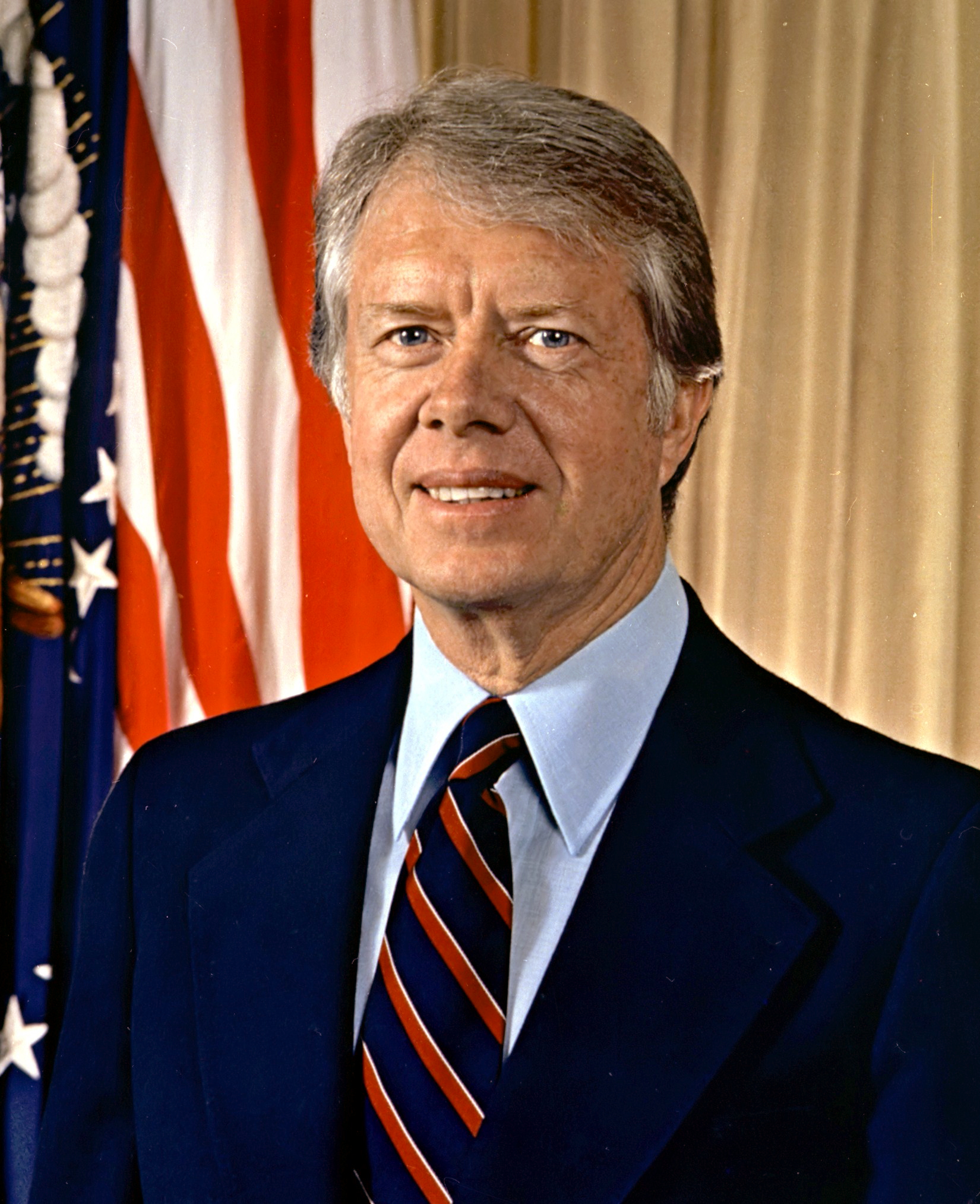
39.º presidente de los Estados Unidos Jimmy Carter
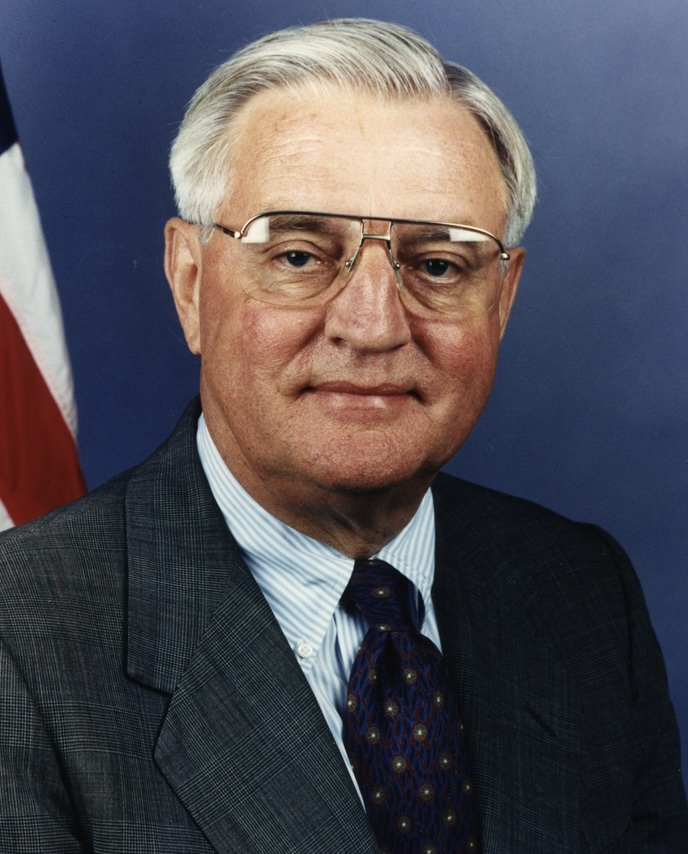
42.º vicepresidente de los Estados Unidos Walter Mondale
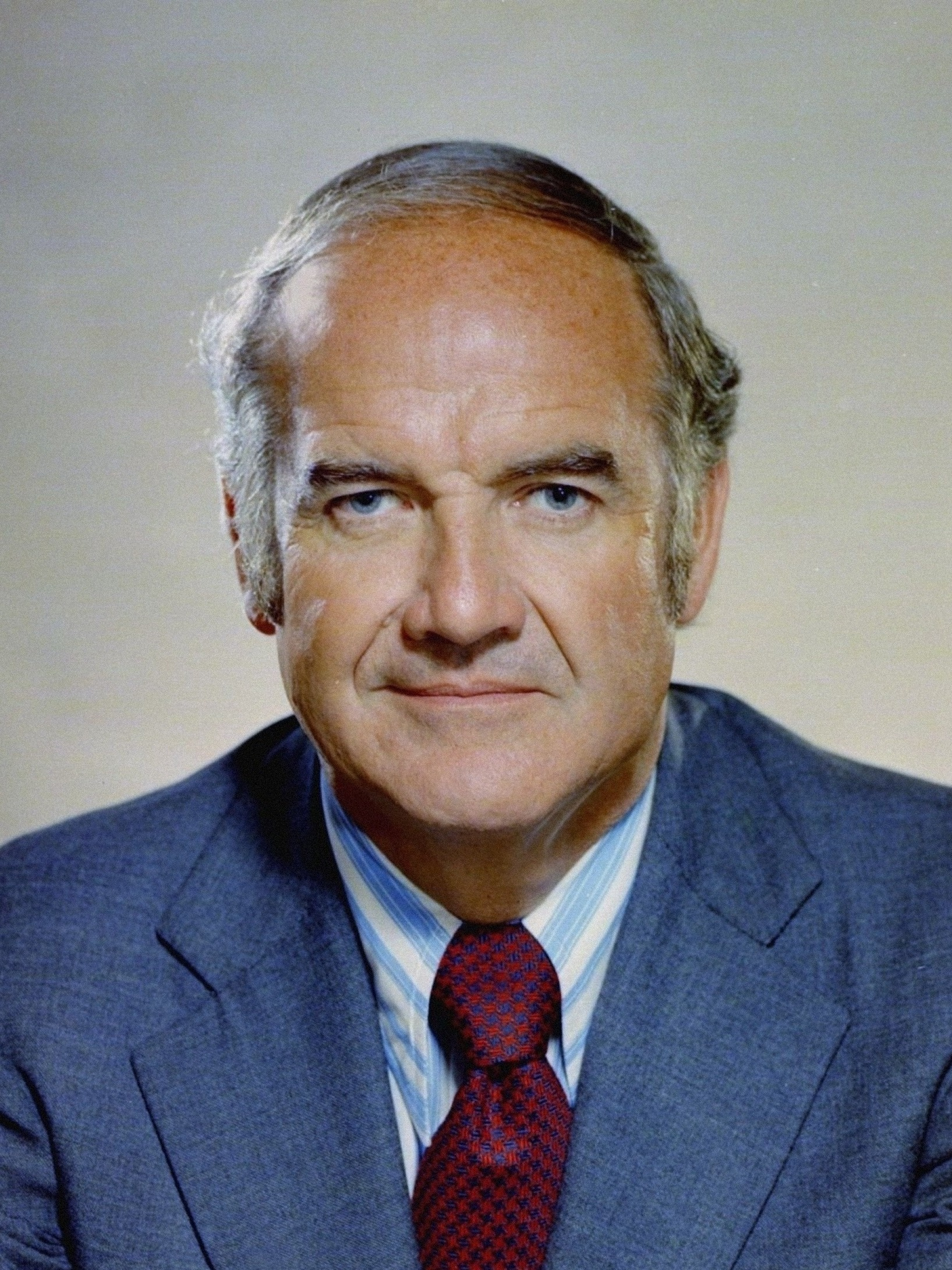
Candidato Demócrata a Presidente de los Estados Unidos de 1972 y Senador George McGovern de Dakota del Sur
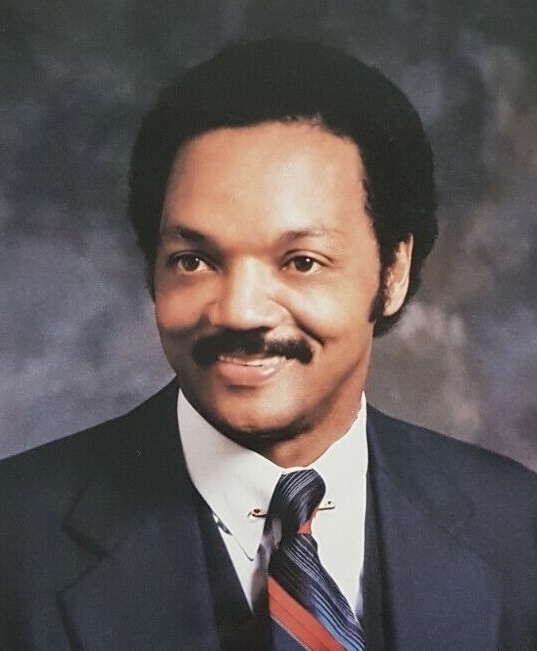
Candidato en las primarias presidenciales en 1988 Jesse Jackson

## Producción

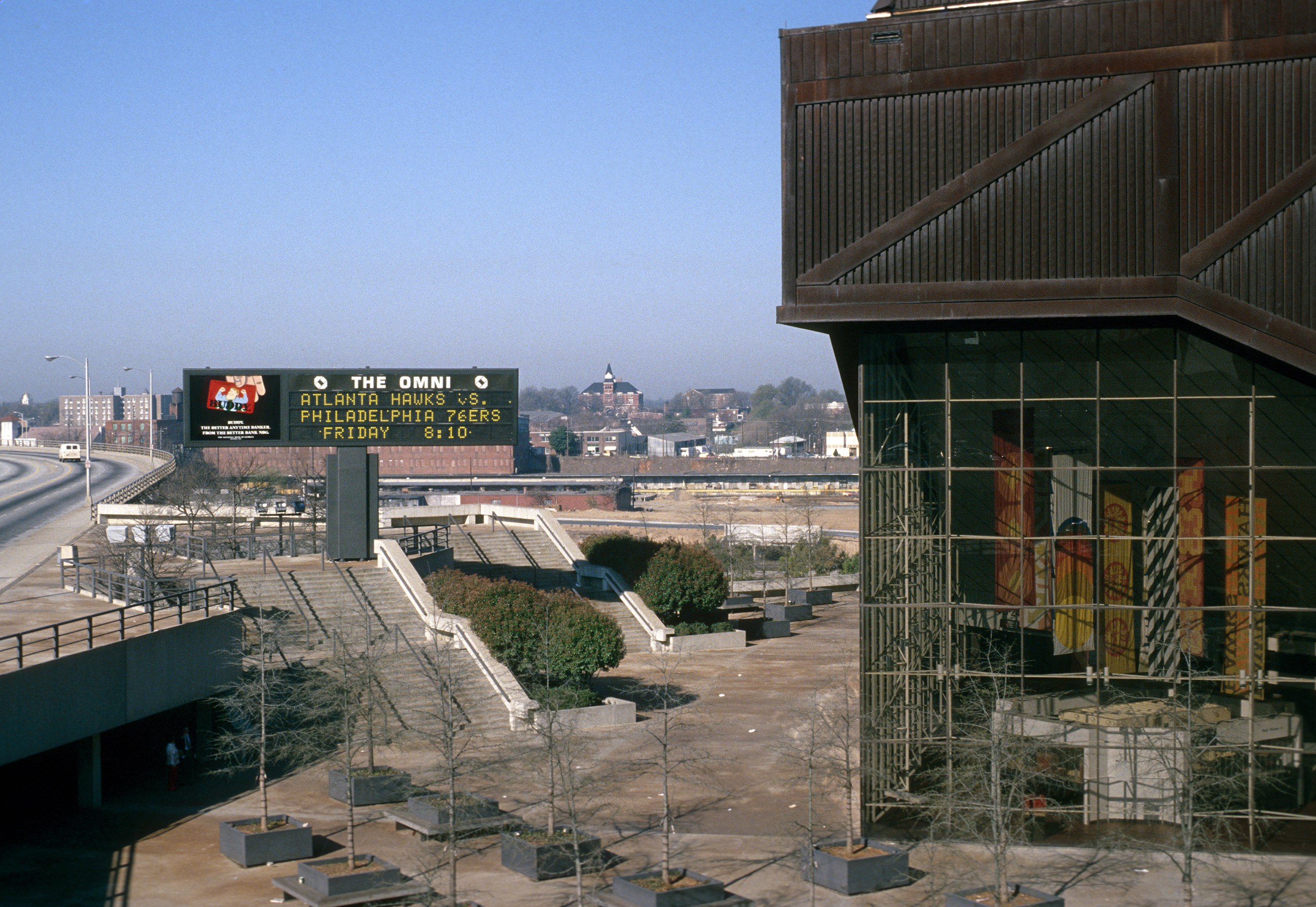
El Omni fue el sitio de la Convención Nacional Demócrata de 1988

Los organizadores de la convención eligieron colores pastel como fondo con la creencia de que se verían mejor en la televisión. Tenían el patrón de los colores de la bandera estadounidense en salmón, azul y cáscara de huevo. Los republicanos se burlaron de la elección y la usaron para reforzar su caso de que los demócratas eran "suaves" en los temas. El gobernador de Nueva Jersey, Thomas Kean, afirmó en la Convención Republicana que "los demócratas de Dukakis intentarán hablar con dureza, pero no se dejen engañar. Puede que intenten hablar como Harry el Sucio, pero seguirán actuando como Pee Wee Herman". Kean continuó diciendo que tanto los demócratas como los republicanos "no tienen uso para el patriotismo pastel... Los demócratas liberales están tratando de ocultar más que los colores de nuestra bandera; están tratando de ocultar sus verdaderos colores".
El tema principal de la convención fue compuesto e interpretado por Carly Simon, seguidora y cantante popular desde hace mucho tiempo. Titulada Turn of the Tide, esta cara B del exitoso sencillo Let the River Run de la película Working Girl de 20th Century Fox se utilizó posteriormente unas semanas más tarde en la coproducción estadounidense/rusa de Marlo Thomas y Tatiana Vedeneyeva, especial de televisión de ABC ganadora de un Emmy Free to Be... a Family y posteriormente fue lanzado en el álbum de banda sonora más vendido.

## Nominación presidencial

Dukakis hablando en la convención

Varios candidatos se retiraron de la carrera al comienzo de la convención, ya que las reglas establecían que los delegados ganados por los candidatos retirados podrían ser reemplazados. La competencia final por la nominación fue entre Michael Dukakis y Jesse Jackson.
|  | 70.07 % |

|  | 29.68 % |

|  | 0.07 % |

|  | 0.05 % |

|  | 0.05 % |

|  | 0.02 % |

|  | 0.02 % |

## Nominación vicepresidencial
Con los partidarios de Jackson exigiendo que recibiera la nominación a la vicepresidencia como recompensa por quedar en segundo lugar, la campaña de Dukakis decidió nominar al senador Bentsen por voto de voz, en lugar de pasar lista. Esto se convertiría en la tradición.
Dukakis eligió a Bentsen además de por su experiencia como senador, para atraer a los sureños y con la esperanza de ganar el estado natal de Bentsen, Texas. La estrategia fracasó, ya que el boleto Dukakis-Bentsen perdió Texas y todos los demás estados del sur, excepto Virginia Occidental. Paul Brountas, asistente de Dukakis desde hace mucho tiempo, dirigió la búsqueda del compañero de boleto de Dukakis. La candidatura Dukakis-Bentsen perdería frente a la candidatura Bush-Quayle en las elecciones presidenciales. Bentsen se postuló simultáneamente para la reelección como senador y ganó fácilmente, a pesar de la pérdida de la candidatura Dukakis-Bentsen en Texas.

### Siete finalistas
Las personas que más posibilidades tuvieron de ser el nominado a vicepresidente fueron:

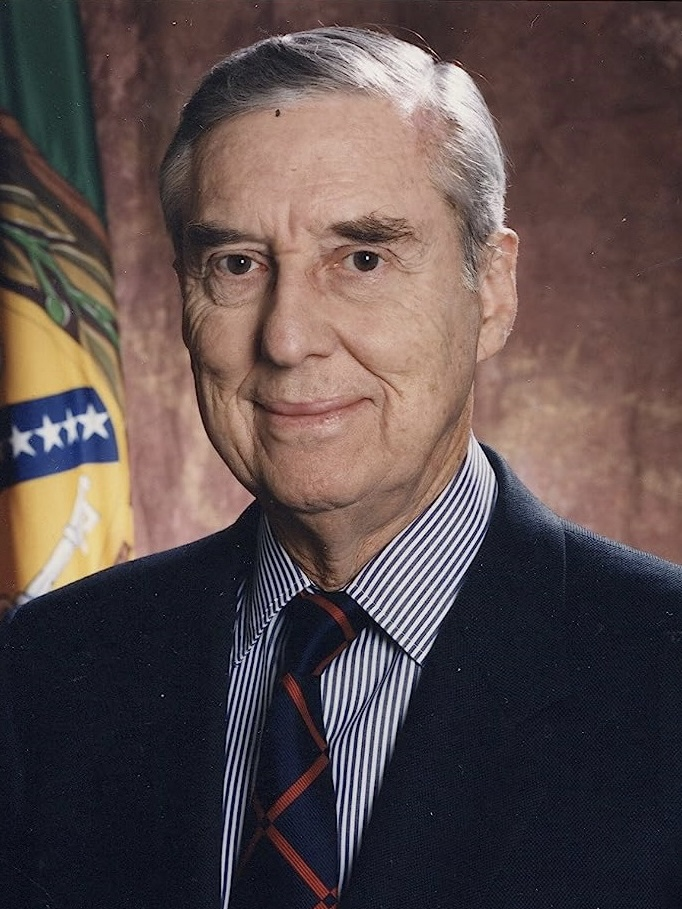
Senador Lloyd Bentsen de Texas (1971–1993)
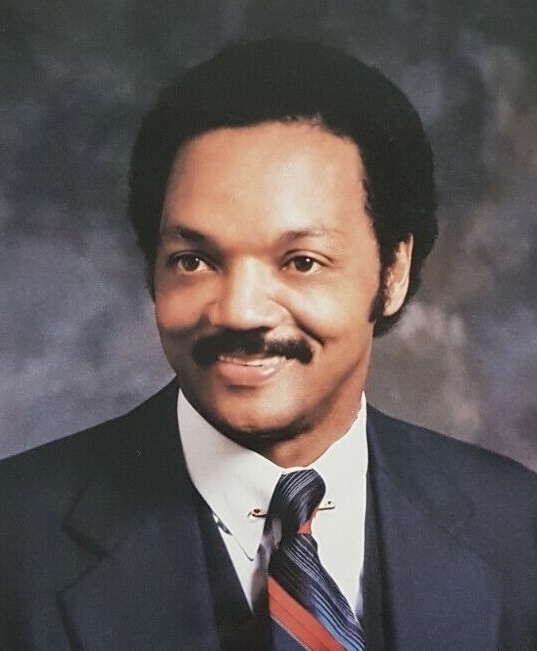
Reverendo Jesse Jackson del Distrito de Columbia
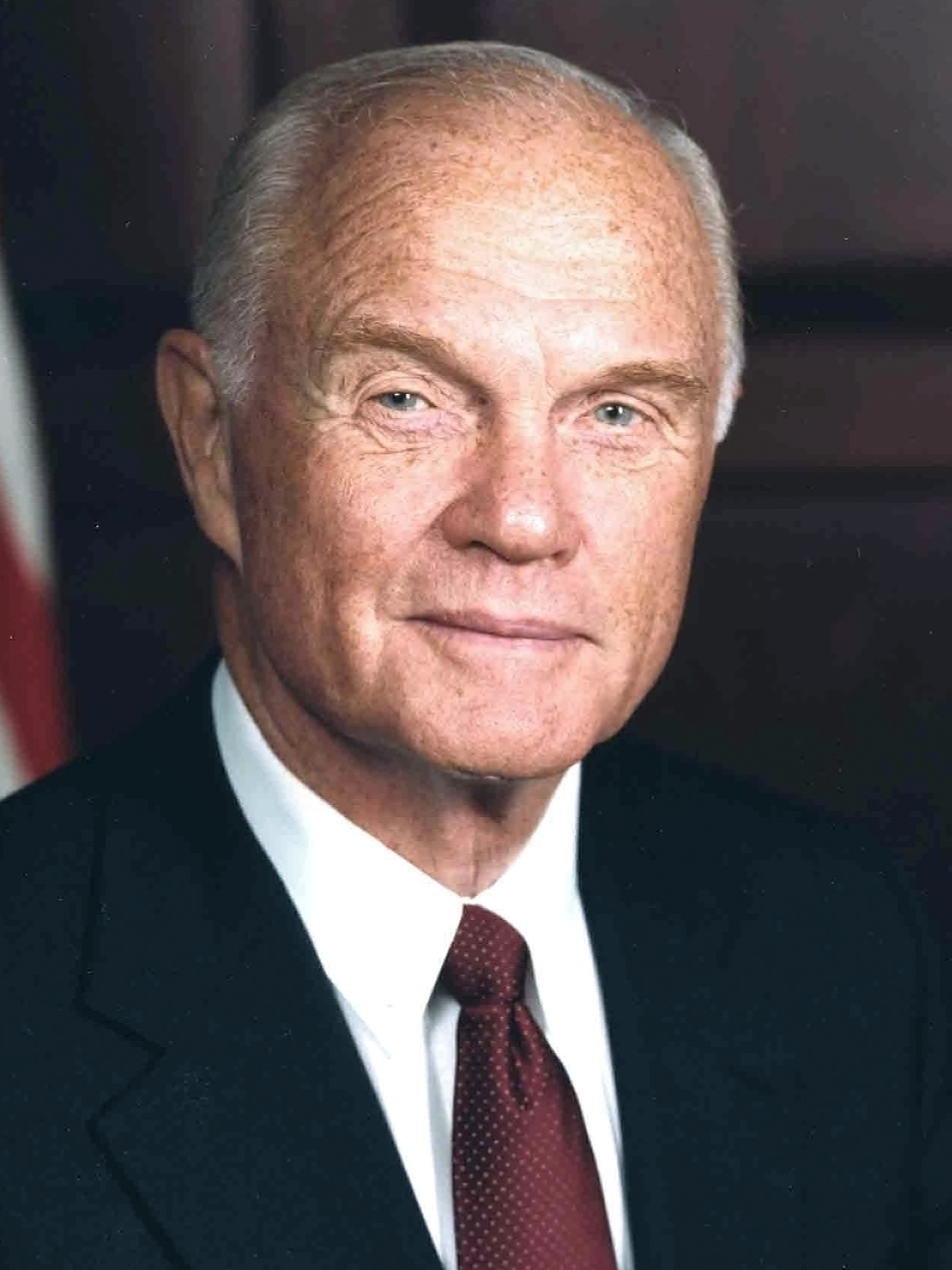
Senador John Glenn de Ohio (1974–1999)
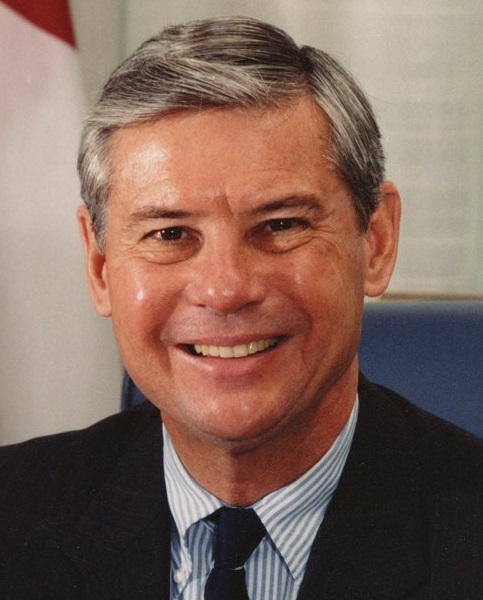
Senador Bob Graham de Florida (1987–2005)
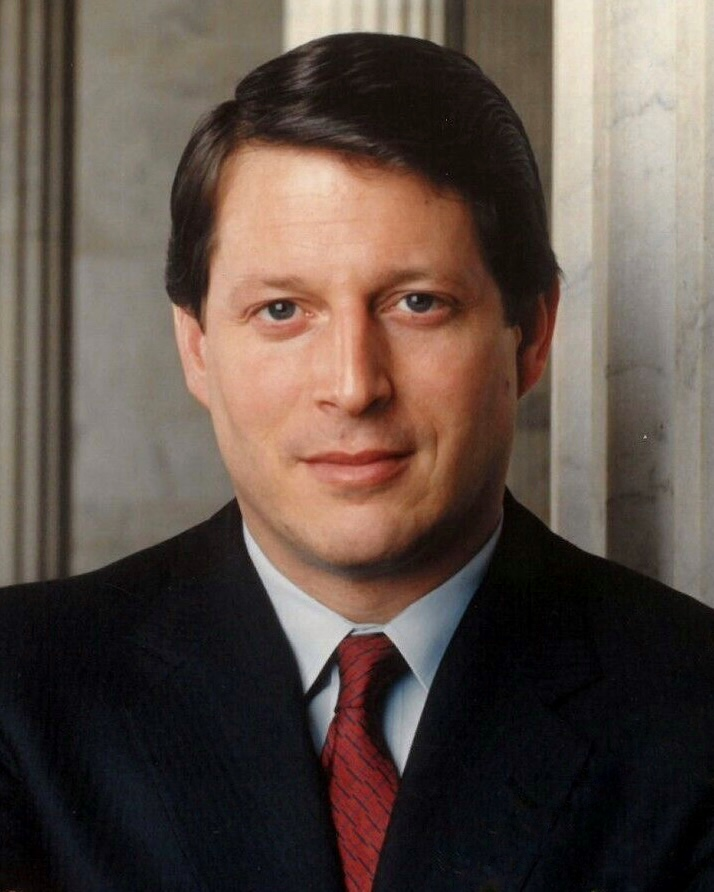
Senador Al Gore de Tennessee (1985–1993)
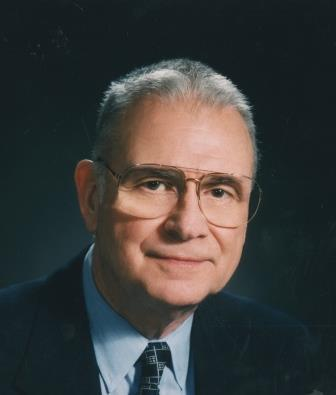
Representante Lee Hamilton de Indiana (1965–1999)
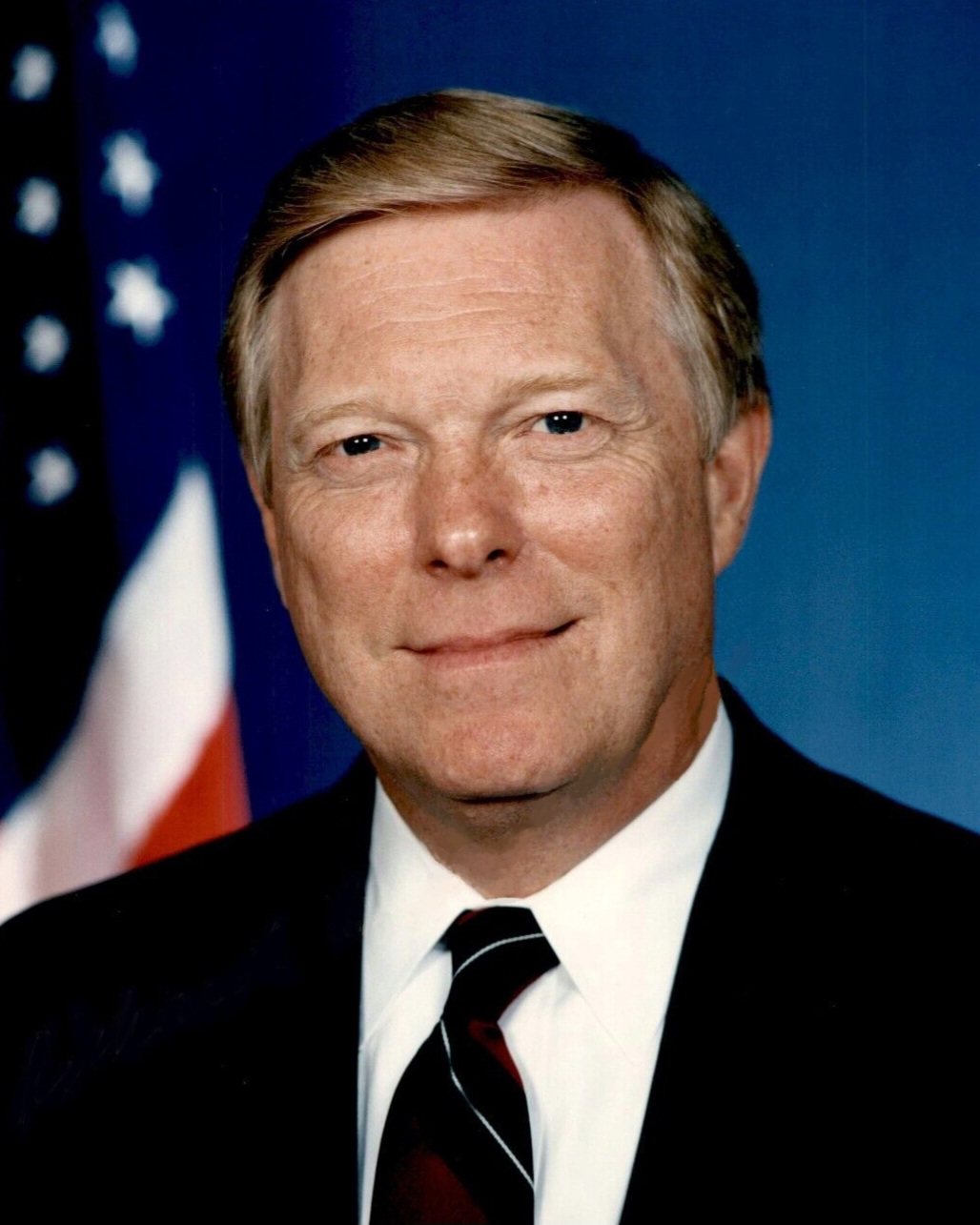
Senador Dick Gephardt de Misuri (1977–2005)

### Especulaciones mediáticas sobre posibles candidatos a la vicepresidencia

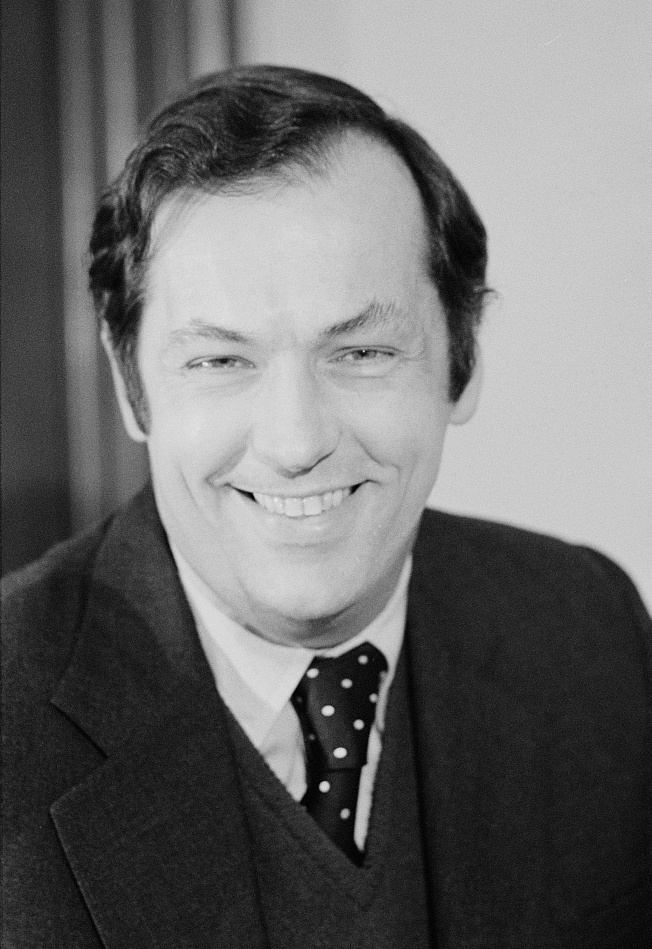
Senador Bill Bradley de Nueva Jersey (1979–1997)
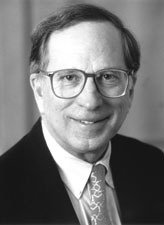
Senador Sam Nunn de Georgia (1972–1997)